# Wolfgang Schadewaldt
Wolfgang Otto Bernhard Schadewaldt (* 15. März 1900 in Deutsch-Wilmersdorf; † 10. November 1974 in Tübingen) war ein deutscher Literaturwissenschaftler, Altphilologe und Übersetzer. Als Ordinarius an der Universität Tübingen hatte er den Lehrstuhl für Klassische Philologie (Gräzistik) und Fortleben der Antike inne.

## Leben
Der Sohn des Arztes Otto Schadewaldt (1843–1899) wollte ursprünglich Bildhauer werden, studierte aber ab 1919 in Berlin Klassische Philologie, Archäologie und Germanistik bei Ulrich von Wilamowitz-Moellendorff und Werner Jaeger. Nach Promotion (1924) und Habilitation (1927) war Schadewaldt ab 1927 Dozent an der Friedrich-Wilhelms-Universität. 1928 wurde er als Professor an die Universität Königsberg berufen und wechselte 1929 an die Universität Freiburg, wo er 1933 unter dem Einfluss Martin Heideggers, mit dem er auch befreundet war, vorübergehend dessen Rektorat und die nationalsozialistisch orientierte Hochschulpolitik als Dekan unterstützte. Er erklärte aber bereits im Frühjahr 1934 seinen Rücktritt als Dekan und wechselte als Nachfolger Erich Bethes im Herbst an die Universität Leipzig. Schadewaldt war Mitherausgeber der philologischen Fachzeitschrift Hermes von 1933 bis 1944 und der Zeitschrift Die Antike, die einem breiteren Publikum die Erkenntnisse über die Antike nahebringen sollte, von 1937 bis 1944. 1941 ging er zurück an die Berliner Universität, wo er den Lehrstuhl für klassische Philologie innehatte. Seit 1942 stand Schadewaldt als Mitglied der Mittwochsgesellschaft in Verbindung mit Männern des Widerstandes.
1942 wurde er in die Preußische Akademie der Wissenschaften in Berlin aufgenommen. In der Akademie hatte Schadewaldt bis 1950 folgende Funktionen: Er war Mitglied des Instituts für Griechisch-Römische Altertumskunde und leitete dort die Unternehmen Polybios-Lexikon, die Inscriptiones Graecae sowie das Corpus Medicorum Graecorum; außerdem war er in der Akademie Mitglied der Deutschen Kommission und des Goethe-Wörterbuchs, dessen Initiator und Herausgeber er war, und der Kommission für spätantike Religionsgeschichte. Ab 1950 und noch bis 1972 lehrte er an der Universität Tübingen, obwohl er seit 1968 emeritiert war.
Schadewaldt war mit Maria Meyer, der Tochter des Theologen Arnold Meyer, verheiratet. Mit ihr hatte er vier Töchter und einen Sohn. Eine der Töchter ist die Ägyptologin Dorothea Arnold. Er fand seine letzte Ruhestätte auf dem Tübinger Bergfriedhof.

## Wissenschaft
Wolfgang Schadewaldt gilt als einer der bedeutendsten deutschen Altphilologen und wirkungsvollsten Vermittler antiker griechischer Literatur im 20. Jahrhundert. Egil A. Wyller bezeichnete ihn als „Meister derer, die da wissen.“ In seinen Werken beschäftigte sich Schadewaldt mit allen Gattungen der altgriechischen Dichtung, dem Epos, der Lyrik, dem Drama und daneben auch mit der Philosophie und der Geschichtsschreibung. Schadewaldt markierte einen Höhepunkt in der Homerforschung. Außer in zahlreichen Einzelwerken liegen seine Analysen zu all diesen Themenfeldern gesammelt vor in der auf sechs Bände angelegten Ausgabe seiner Tübinger Vorlesungen, die er zwischen 1950 und 1972 hielt.
Bedeutend ist der Kreis der Schüler Schadewaldts, zu dem die ersten Vertreter der Tübinger Platonschule zählten. Diese international bekannte Richtung der Platon-Interpretation wurde von Schadewaldts Schülern Hans Joachim Krämer und Konrad Gaiser begründet und später von Gaisers Nachfolger Thomas A. Szlezák weitergeführt. Zu den Schülern Schadewaldts zählen auch Wolfgang Kullmann und Hellmut Flashar, die in Berlin bei ihm studierten, sowie der Althistoriker Alexander Demandt.

## Übersetzungen
Einer breiteren Öffentlichkeit ist Schadewaldt bekannt als Übersetzer von Homers Ilias und Odyssee, die, neben den Übertragungen von Johann Heinrich Voß, als die besten Übersetzungen beider Epen ins Deutsche angesehen werden. Im Unterschied zu Voß verzichtete Schadewaldt bei seiner Übersetzung auf den Hexameter, was er wie folgt begründete:
„Das Griechische in der alten Sprache des Epos, hat eine große Anzahl sehr langer Wörter, die schon im späteren Griechisch, vor allem aber im Deutschen, viel kürzere Wörter neben sich haben. (…) Der deutsche Übersetzer des Hexameters ist deswegen in der Regel früher mit dem Vers fertig und genötigt, um den Vers auf die gleiche Länge wie im Griechischen zu bringen, ihn zu zerdehnen und zu strecken. Entweder muß er im Deutschen Füllsel hinzufügen, die nicht dastehen, oder sich auf andere Weise helfen.“
Schadewaldt übertrug die Odyssee (1957) in Prosa, seine 1975 posthum erschienene Übersetzung der Ilias hingegen benutzt freie Rhythmen. Durch den Verzicht auf die strenge Form des Hexameters gelang es Schadewaldt, dem Wortsinn Homers, der Satzstellung und auch der Lakonik des Originals sehr nahe zu kommen. Neben den Werken Homers übersetzte Schadewaldt u. a. auch Dramen von Aischylos, Sophokles sowie die Carmina Burana. Die herausragende Übersetzungsleistung verband Schadewaldt mit dem Theatermacher Hansgünther Heyme, der die Aufführung der Werke in Köln realisierte.

## Mitgliedschaften und Ehrungen
- 1934: Mitglied der Akademie der gemeinnützigen Wissenschaften zu Erfurt
- 1934: ordentliches Mitglied der Sächsischen Akademie der Wissenschaften zu Leipzig
- 1942: ordentliches Mitglied der Preußischen Akademie der Wissenschaften bzw. ab 1946 der Deutschen Akademie der Wissenschaften zu Berlin[6]
- 1958: ordentliches Mitglied der Heidelberger Akademie der Wissenschaften
- 1961: Mitglied der Deutschen Akademie für Sprache und Dichtung
- 1962: Pour le mérite für Wissenschaften und Künste
- 1963: Reuchlin-Preis
- 1964: Großes Verdienstkreuz des Verdienstordens der Bundesrepublik Deutschland mit Stern
- 1965: Übersetzerpreis der Deutschen Akademie für Sprache und Dichtung
- 1972: Österreichisches Ehrenzeichen für Wissenschaft und Kunst

## Schriften
Herausgeber (Auswahl)
- Sophokles König Ödipus, Übertragen und Herausgegeben, mit Nachwort; und drei Aufsätzen: Der König Ödipus des Sophokles in neuerer Deutung mit Wirkungsgeschichte und Literaturhinweisen; Shakespeares König Lear und Sophokles König Ödipus; Der zerbrochne Krug von Heinrich von Kleist und Sophokles König Ödipus; Insel Taschenbuch 15, ISBN 3-458-31715-5.

Monografien
- Monolog und Selbstgespräch (1926)
- Iliasstudien (1938, 2. Aufl. 1943, 3. Aufl. 1966)
- Von Homers Welt und Werk (1945, 4. Aufl. 1965) Digitalisat
- Die Heimkehr des Odysseus (1946)
- Legende von Homer dem fahrenden Sänger (1942, 1959)
- Sophokles und das Leid (1948)
- Sappho. Welt und Dichtung. Dasein in der Liebe (1950)
- Griechische Sternsagen (1956)
- Hellas und Hesperien. Gesammelte Schriften zur Antike und zur neueren Literatur (1960)
- Goethe-Studien. Natur und Altertum (1963)
- Einzelne Pindar-Oden (1972)
- Tübinger Vorlesungen
  - Band 1: Die Anfänge der Philosophie bei den Griechen, Hg. von Ingeborg Schudoma, Frankfurt am Main, Suhrkamp, 1978
  - Band 2: Die Anfänge der Geschichtsschreibung bei den Griechen, Hg. von Ingeborg Schudoma, Frankfurt am Main, Suhrkamp, 1982
  - Band 3: Die frühgriechische Lyrik, Hg. von Ingeborg Schudoma, Frankfurt am Main, Suhrkamp, 1989
  - Band 4: Die griechische Tragödie, Hg. von Ingeborg Schudoma, Frankfurt am Main, Suhrkamp, 1991

Übersetzungen (Auswahl)
- Aischylos: Die Perser (UA 1959).
- Aischylos: Sieben gegen Theben (UA 1960).
- Aristophanes: Die Acharner oder Der private Sonderfrieden (UA 1969).
- Aristophanes: Die Frösche. Frankfurt/M. 1971 (UA 1958).
- Aristophanes: Die Vögel (UA 1966).
- Aristophanes: Lysistrata, Frankfurt/M. 1972 (UA 1958, Schwetzingen, Darmstadt, R.: Gustav Rudolf Sellner).
- Carmina Burana, 1953.
- Euripides: Die Bakchen (UA 1972).
- Homer: Odyssee, Rowohlt, Hamburg 1958.
- Homer: Ilias, Suhrkamp, Frankfurt/M. 1975 (posthum).
- Menander: Das Schiedsgericht (UA 1963).
- Sophokles: Aias, Frankfurt/M. 1993 (UA 1967).
- Sophokles: Antigone, Frankfurt/M. 1974 (UA 1964).
- Sophokles: Elektra, Frankfurt/M. und Leipzig 1994 (UA 1956).
- Sophokles: Die Frauen von Trachis, Frankfurt/M. und Leipzig 2000.
- Sophokles: König Ödipus (UA 1952, Darmstadt, R.: Gustav Rudolf Sellner).
- Sophokles: Ödipus auf Kolonos, Frankfurt/M. und Leipzig 1996.
- Sophokles: Philoktet, Frankfurt/M. und Leipzig 1999.
- Sternsagen. Die Mythologie der Sternbilder, Frankfurt/M. und Leipzig 2002.